# بورس جامائیکا
بورس جامائیکا (انگلیسی: Jamaica Stock Exchange) بازار بورس اوراق بهادار جامائیکا است، که در سال ۱۹۶۸ تأسیس شد.